# Bay City (Oregon)
Bay City è una città degli Stati Uniti d'America situata nell'Oregon, nella Contea di Tillamook.